# (5908) Aichi
(5908) Aichi (1989 UF) – planetoida z pasa głównego asteroid okrążająca Słońce w ciągu 3,39 lat w średniej odległości 2,25 j.a. Odkryta 20 października 1989 roku.